# Шаби, Сейфедин
Сейфедин Шаби (фр. Seifedin Chabbi; род. 4 июля 1993, Блуденц, Форарльберг) — австрийский футболист тунисского происхождения, полузащитник австрийского клуба «Рид».

## Клубная карьера
Родившийся в Австрии Сейфедин Шаби занимался футболом в австрийских клубах и немецком «Хоффенхайме», за резервную команду которого выступал в Региональной лиге. В конце августа 2013 года он перешёл в австрийскую «Аустрию» из Лустенау, за которую отыграл три сезона в австрийской Второй лиге, после чего стал футболистом швейцарского «Санкт-Галлена». 23 июля 2016 года Сейфедин Шаби дебютировал в швейцарской Суперлиге, выйдя на замену в домашнем матче с «Янг Бойз». Спустя чуть больше месяца он забил свой первый гол на высшем уровне, доведя счёт до разгромного в домашнем поединке против «Люцерна».